# WSW Energie & Wasser
Die WSW Energie & Wasser AG ist Teil der Wuppertaler Stadtwerke (kurz WSW). Im Jahre 2010 verkauften die Stadtwerke 2.305 GWh Strom, 620 GWh Heiz- und Fernwärme,  2.583 GWh Erdgas und 22,4 Mio. m³ Wasser.

## Gasversorgung
Bereits am 2. November 1825 beschloss der Rat der damals selbstständigen Stadt Elberfeld (heute zu Wuppertal) die Einführung einer Gas-Straßenbeleuchtung. Dieses Vorhaben konnte allerdings erst am 4. Oktober 1838 ausgeführt werden, als mit der belgischen Firma Doignon, Blaton-Doignon & Como. ein Vertrag über die Gasbeleuchtung geschlossen wurde. Ein erstes Gaswerk wurde am Brausenwerth errichtet, dem ein zweites im Ortsteil Nützenberg folgte. Gasbeleuchtungsanlagen und Gaswerke gingen am 1. September 1868 in den Besitz der Stadt Elberfeld über. Das am 13. Januar 1883 eröffnete Gaswerk in der Varresbeck ersetzte die beiden älteren am Brausenwerth und auf dem Nützenberg.

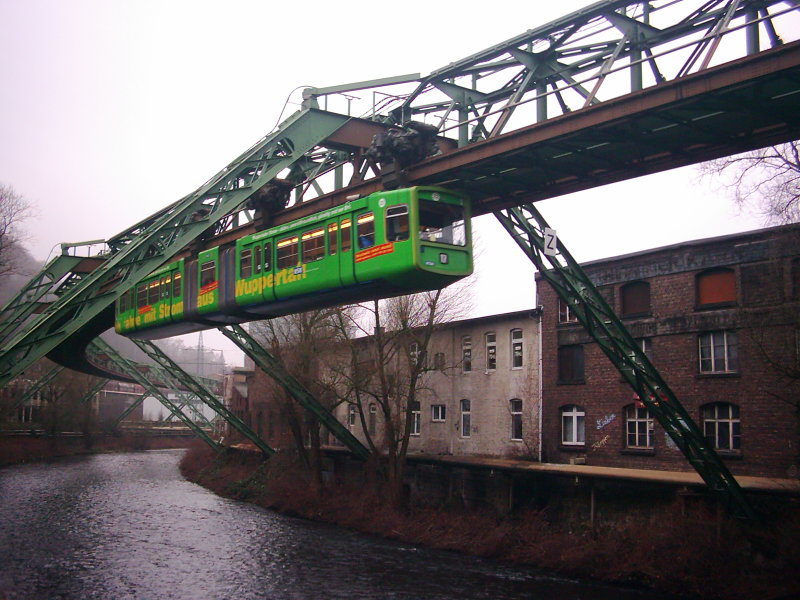
Die Schwebebahn mit Werbung für Strom der WSW.

Als eine der ersten Städte in Deutschland gründete die Stadt Barmen (heute zu Wuppertal) im Jahre 1846 eine eigene (städtische) Gaserleuchtungs-Gesellschaft. Sie nahm im gleichen Jahr ihr erstes Gaswerk in Unterbarmen 1862 ein weiteres in Oberbarmen in Betrieb. 1911 schloss Barmen mit der August-Thyssen-Hütte einen Vertrag über die Lieferung von so genanntem Ferngas, das über eine 52 km lange Rohrleitung aus Hamborn (heute zu Duisburg) bezogen wurde. Die beiden Gaswerke wurden stillgelegt. Genauso verfuhren die Städte Ronsdorf, Langerfeld und Cronenberg, die zwischen 1863 und 1896 eigene Gaswerke errichtet hatten, und 1915, 1917 bzw. 1928 auf Ferngas vom Rheinisch-Westfälischen Elektrizitätswerk RWE bzw. von der E.ON Ruhrgas umstiegen. Die Stadt Elberfeld fuhr zweigleisig. Die Ferngaslieferung der ThyssenKrupp ergänzte ab 1919 die Eigenerzeugung im Gaswerk Westende (Varresbeck).
Als im Jahre 1929 die ehemals selbständigen Städte Barmen, Elberfeld, Cronenberg, Ronsdorf und Vohwinkel zur Stadt Elberfeld-Barmen (später Wuppertal) vereinigt wurden, entstand auch ein gemeinsames Gaswerk Wuppertal als Teil der Städtischen Werke, die die Gas-, Strom- und Wasserversorgung sicherstellten.
Nach Gründung der Wuppertaler Stadtwerke AG durch die Vereinigung von städtischen Werken und der Wuppertaler Bahnen AG im Jahre 1948 wurde aufgrund des steigenden Gasbedarfs das bisherige Niederdrucknetz durch ein Hochdrucknetz ergänzt. 1952 wurde in Oberbarmen ein 60.000 Kubikmeter fassender Scheibengasbehälter errichtet, der bis 1997 in Betrieb war. Im Juni wurde das Gaswerk Westende stillgelegt. Gleichzeitig entstand im Ortsteil Sonnborn der mit einem Durchmesser von 47,3 Metern und einem Fassungsvermögen von 250.000 Normalkubikmetern seinerzeit größte Kugelgasbehälter der Welt. In den Jahren 1968 bis 1970 wurde in ganz Wuppertal die Gasversorgung auf Erdgas umgestellt.

## Stromversorgung
Die Wuppertaler Stadtwerke betreiben zusammen mit der GDF Suez Energie Deutschland AG ein Steinkohlekraftwerk in Wilhelmshaven und Heizkraftwerke in Elberfeld (Steinkohlekraftwerk in Kraftwärmekopplung, elektrische Leistung 100 MW, thermische Leistung 201 MW) und Barmen (Gas- und Dampfturbinenkraftwerk;  elektrische Leistung 84 MW, thermische Leistung 110 MW).

## Allgemeines
Anteile der WSW Energie & Wasser AG wurden mit Wirksamkeit vom 1. Januar 2009 an die Electrabel Deutschland AG verkauft.